# Argathona japonica
Argathona japonica är en kräftdjursart som beskrevs av Sueo M. Shiino 1961. Argathona japonica ingår i släktet Argathona och familjen Corallanidae. Inga underarter finns listade i Catalogue of Life.